# Mastercastle

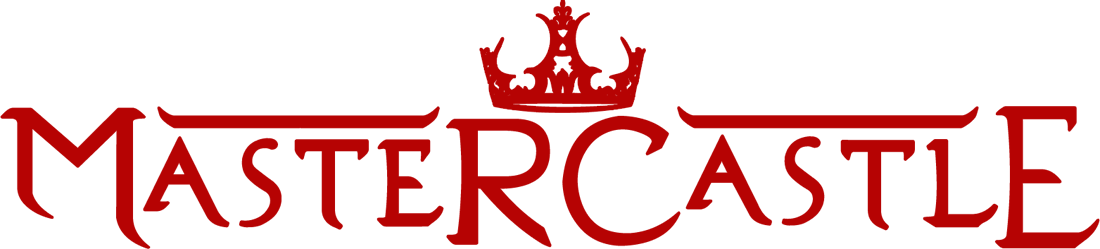
Logotyp zespołu

Mastercastle – włoska grupa heavymetalowa, związana ze stylami power metal, hard rock.
Zespół założony został w styczniu 2008 roku przez wokalistkę Giorgię Gueglio i gitarzystę Piera Gonellę. W tym samym roku grupa podpisała kontrakt z wytwórnią Lion Music. Pierwszy album, The Phoenix, został wydany w 2009 roku. W 2010 roku ukazał się kolejny album zespołu, zatytułowany Last Desire.

## Skład zespołu
- Giorgia Gueglio – śpiew
- Pier Gonella – gitara elektryczna
- Steve Vawamas – gitara basowa
- Alessandro Bissa – perkusja

## Dyskografia
- The Phoenix (2009)
- Last Desire (2010)
- Dangerous Diamonds (2011)